# Spectre (album, Laibach)
Spectre je studijski album skupine Laibach, ki je izšel 3. marca 2014 pri založbi Mute Records. Skladba »Love On the Beat« je priredba istoimenske skladbe, ki jo je napisal Serge Gainsbourg. »See That My Grave Is Kept Clean« je priredba istoimenske skladbe, katere avtor je Blind Lemon Jefferson. Z albuma je izšel single »The Whistleblowers«.
Z albumom Spectre se je skupina pojavila v novi formaciji. Z njim skupina postavlja pod vprašaj vse interpretacije o sebi, svoji glasbi, filozofiji in ideologiji. Album literarno zveni kot politični manifest v pesniški obliki.

## Seznam skladb
| Št. | Naslov                                                                  | Dolžina |
| --- | ----------------------------------------------------------------------- | ------- |
| 1.  | „The Whistleblowers‟ (Ivan Novak, Matevž Kolenc)                        | 3:31    |
| 2.  | „No History‟ (I. Novak, Luka Jamnik, Mina Špiler)                       | 3:16    |
| 3.  | „Eat Liver!‟ (I. Novak, M. Kolenc)                                      | 3:10    |
| 4.  | „Americana‟ (I. Novak, L. Jamnik)                                       | 4:28    |
| 5.  | „We Are Millions and Millions Are One‟ (I. Novak, M. Kolenc, M. Špiler) | 4:22    |
| 6.  | „Eurovision‟ (I. Novak, L. Jamnik)                                      | 4:38    |
| 7.  | „Walk with Me‟ (I. Novak, M. Kolenc, M. Špiler)                         | 3:55    |
| 8.  | „Bossanova‟ (I. Novak, M. Kolenc, M. Špiler)                            | 3:10    |
| 9.  | „Resistance Is Futile‟ (I. Novak, L. Jamnik, Sašo Vollmaier)            | 6:54    |
| 10. | „Koran‟ (I. Novak, L. Jamnik)                                           | 5:22    |

| Bonus skladbe | Bonus skladbe                                                                     | Bonus skladbe |
| Št.           | Naslov                                                                            | Dolžina       |
| ------------- | --------------------------------------------------------------------------------- | ------------- |
| 11.           | „The Parade‟ (I. Novak, L. Jamnik)                                                | 4:04          |
| 12.           | „Love on the Beat‟ (Serge Gainsbourg/M. Kolenc)                                   | 3:20          |
| 13.           | „Just Say No!‟ (I. Novak, M. Kolenc)                                              | 2:30          |
| 14.           | „See That My Grave Is Kept Clean‟ (Blind Lemon Jefferson/L. Jamnik, S. Vollmaier) | 4:05          |

## Sodelujoči
- Cveto Kobal – spremljevalni vokal (1)
- Mina Špiler – spremljevalni vokal (1)
- Luka Jamnik – spremljevalni vokal (1), zbor (10), aranžmaji
- Matevž Kolenc – spremljevalni vokal (1), aranžmaji
- Boštjan Gombač – žvižganje (1)
- Blaž Celarec – tolkala (5)
- Jadranka Juras – spremljevalni vokal (6)
- Lara Winterleitner – spremljevalni vokal (12)
- Anja Winterleitner – spremljevalni vokal (12)
- Izidor Leitinger – aranžmaji, trobenta (11)
- Milan Fras
- Sašo Vollmaier – aranžmaji, dirigent
- Slavko Avsenik Jr. – aranžmaji, orkestracija

### Laibach
- Dachauer
- Eber
- Keller
- Saliger

### Produkcija
- Oblikovanje: Laibach, Eva Kosel
- Asistent inženirja: James Aparicio
- Mastering: Tom Meyer
- Miks, mastering: Iztok Turk
- Producenti: Iztok Turk, Matevž Kolenc, Luka Jamnik
- Fotografija: Janko Dermastija
- Manager: Robert Schilling
- Prevod v angleščino: Jana Renée Wilcoxen